# 908
908(구백팔)은 907보다 크고 909보다 작은 자연수다.

## 수학
- 합성수로, 그 약수는 1, 2, 4, 227, 454, 908이다. 진약수의 합은 688이므로, 908은 부족수다.

## 과학·기술
- NGC 908(영어판): 고래자리 방향에 있는 정상나선은하.
- 포르쉐 908(영어판, 독일어판)
- 푸조 908(영어판)

## 교통

### 철도
- 서울 지하철 9호선 증미역의 역번호.

### 도로
- 908번 지방도: 경상북도 영천시 신녕면 화서리에서 청송군 주왕산면 주산지리까지 이어지는 대한민국의 지방도.

## 문화유산
- 대한민국의 보물 제908호: 경주 용명리 삼층석탑

## 기타
- 날짜: 9월 8일
- 연도: 908년, 기원전 908년